# Oceana Galmarini
Oceana Galmarini (* 14. Juni 1993 in Herisau) ist eine Schweizer Journalistin und Fernsehmoderatorin beim Schweizer Radio und Fernsehen (SRF) und früher bei Radiotelevisiun Svizra Rumantscha (RTR).

## Leben und Wirken
Oceana Galmarini verbrachte ihre frühe Kindheit in Herisau. Als sie sechs Jahre alt war, zog die Familie nach Ardez im Unterengadin. Von 2009 bis 2013 besuchte sie die Wirtschaftsschule KV Chur und erlangte das Eidgenössische Fähigkeitszeugnis und die Kaufmännische Berufsmaturität. Gleichzeitig arbeitete sie an der Bündner Kantonsschule als kaufmännische Angestellte. Von 2014 bis 2016 bildete sie sich an der Schweizer Journalistenschule MAZ aus. Von Dezember 2016 bis Februar 2017 sammelte sie Berufserfahrungen in einem dreimonatigen Praktikum unter Sandro Brotz in der SRF-Sendung «Rundschau» in Zürich. Von Herbst 2015 bis Frühjahr 2018 moderierte sie die rätoromanische Kindersendung «Minisguard». Danach übernahm sie die Moderation der Nachrichtensendung «Telesguard».
Im März 2020 wechselte sie vom rätoromanischen Radio und Fernsehen RTR zum Deutschschweizer Fernsehen ins Team von «Schweiz aktuell». Im Turnus mit ihren vier Kolleginnen und Kollegen moderiert sie die Sendung, arbeitet als Redaktorin in der Vorbereitung der News und im Aussendienst als Reporterin. Ihr romanisches «A Revair» (Auf Wiedersehen) wurde bald zu einer Art persönlichem Markenzeichen.
Sie ist die Schwester des Snowboarders Nevin Galmarini und des Unternehmers und Fitness-Coachs Arno Galmarini. In der Freizeit ist sie begeisterte Bouldererin.

## Engagement
- Ausser Rätoromanisch, der Bündner Mundart und Deutsch beherrscht sie auch die Deutschschweizer Gebärdensprache. Diese lernte sie als Kind von ihren gehörlosen Eltern.[6] Sie engagiert sich für Gehörlose. So war sie Redaktorin in der «Arena»-Spezialsendung vom 24. März 2023 mit Sandro Brotz zur Behindertensession.[7][8] Die Sendung Schweiz aktuell wird inzwischen auch simultan in Gebärdensprache übertragen.[9]

- Sie schliesst sich jenen an, die für Lohntransparenz im Land sorgen. So legte sie wie Reto Lipp, Franz Fischlin, Sandro Brotz und Patrizia Laeri den eigenen Lohn offen.[10][11]